# Trstenjak rogožar
Trstenjak rogožar (lat. Acrocephalus schoenobaenus) je ptica pjevice koja se razmnožava u Europi i Aziji, a zimuje u Africi. Životni vijek joj je jako kratak, obično traje 2 godine.

## Opis
Ptica je srednje veličine, od 11.5 do 13 cm. Raspon krila joj je 17-21 cm, a teška je 10-15 grama. Krila i leđa su prošarana smeđim prugama, a donji dio tijela je blijed. Stražnji dio tijela je smeđe boje i bez pruga, u kontrastu je s krilima. Čelo je spljošteno, dok je kljun jak i šiljast. Noge su sivosmeđe boje. Mužjaci i ženke se ne razlikuju previše, perje im je identično. Najveći dio prehrane čine im kukci, ali se hrane i paukovima, te mladim bobicama.

## Razmnožavanje
Gnijezdo pravi ženka. U izradi koristi travu, stabljike, lišće, paukovu mrežu, životinjsku dlaku, i sl. Nakon što napravi gnijezdo, u njega polaže 3-5 jaja. Jaja su zelenkastožute boje i prošarana su smeđim prugama. Veličine su 18x13 mm i težine 1.6 grama. Ženke ih griju dva tjedna. Kad se mladi izlegnu, oba roditelja brinu za njih. Ptići opernate dva tjedna nakon što se izlegnu.